# Risikofaktor (Medizin)
Unter einem Risikofaktor versteht man in der Medizin eine erhöhte Wahrscheinlichkeit, eine bestimmte Krankheit zu erwerben, wenn bestimmte physiologische oder anatomische Eigenschaften, genetische Prädispositionen oder Umweltkonstellationen vorliegen. Die Eigenschaften selbst werden z. B. als Disposition (zu einer Krankheit) bezeichnet, die Umwelteinflüsse als Exposition; die Erhöhung der Wahrscheinlichkeit wird als mathematischer Faktor ausgedrückt. 
Der Begriff des Risikofaktors wird epidemiologisch präzise mittels einer deskriptiven Statistik dargestellt. Dabei werden die Eigenschaften zweier Gruppen mit der Häufigkeit einer bestimmten Erkrankung verglichen. Dieser sich daraus ergebende Faktor (ausgedrückt als Quotenverhältnis oder relatives Risiko) gibt an, um wievielmal häufiger eine Erkrankung bei einer bestimmten Eigenschaft oder Konstellation im Vergleich zu einer Kontrollgruppe auftritt. Ein Risikofaktor größer 1 bedeutet ein im Vergleich zur Kontrollgruppe erhöhtes Risiko, ein Risikofaktor zwischen 0 und 1 ein verringertes.
Der statistisch ermittelte Risikofaktor ist kein Beweis für einen tatsächlichen, verursachenden Zusammenhang zwischen Eigenschaft und Erkrankung, da er ein rein beschreibendes (deskriptives) Maß einer beobachteten Häufigkeit darstellt. Insofern vermag die Ermittlung von Risikofaktoren lediglich Hinweise auf eine mögliche Ursache einer Erkrankung (Ätiologie) zu geben. Er belegt oder erklärt sie jedoch nicht. Der kausale Zusammenhang ist oft bei Erkrankungen bekannt, die ein erhöhtes Risiko in sich tragen, eine zweite Erkrankung zu entwickeln. Man spricht hier auch von einer Grunderkrankung und dem Risiko einer Folgeerkrankung (Sekundärleiden). Ein gut untersuchtes Beispiel ist das erhöhte Risiko bei einem Diabetes mellitus, an einer Niereninsuffizienz zu erkranken.
Häufig untersuchte und in den Medien aufgegriffene Risikokonstellationen sind beispielsweise exzessiver Alkoholkonsum, Übergewicht, Ernährung, Bewegungsmangel und das Tabakrauchen, die mit weiteren wechselnden Risikofaktoren für spezielle Erkrankungen verbunden werden. Sprachlich wird hier der Begriff des Risikofaktors unkorrekt verwendet. Oft wird ein nicht bewiesener oder nicht beweisbarer Kausalzusammenhang zwischen einem Einzelfaktor und einer Erkrankung vermutet und dieser (unwissenschaftlich) als Risikofaktor dargestellt. Häufig wird auch die Eigenschaft selbst fälschlich als Risikofaktor bezeichnet und nicht die Häufigkeit, zum Beispiel in Formulierungen wie „Rauchen ist ein Risikofaktor für das Bronchialkarzinom“. Korrekt wäre die Aussage, dass bei Rauchern ein Risikofaktor von 7,8 für das Auftreten eines Bronchialkarzinoms besteht.
Manche Risikofaktoren – wie z. B. chronische Wut, die ein noch stärkerer Prädiktor für Herzerkrankungen ist als z. B. Bluthochdruck – sind zwar wissenschaftlich nachgewiesen, spielen im gesellschaftlichen Diskurs aber kaum eine Rolle.